# Plopșoru (okręg Giurgiu)
Plopșoru – wieś w Rumunii, w okręgu Giurgiu, w gminie Daia. W 2011 roku liczyła 1817 mieszkańców.